# Circolazione a targhe alterne
La circolazione a targhe alterne è il meccanismo limitativo della circolazione stradale che consiste nel lasciar circolare, a giorni alterni, i veicoli la cui targa ha come ultima cifra un numero pari o dispari.
Disposta mediante ordinanza del sindaco o di altre pubbliche autorità, si prefigge lo scopo di contenere le emissioni inquinanti dovute al traffico nei centri abitati.

## Normative
Le targhe alterne sono previste dalle legislazioni di tutti gli stati dell'Unione europea e delle Americhe, le nazioni che ne fanno maggiore uso sono Italia, Grecia e quelle dell'America Latina. Fu anche largamente adottato come provvedimento di risparmio economico ed energetico negli anni 70 del XX secolo durante il periodo dell'austerity, in Italia e nei paesi occidentali.

### America Latina

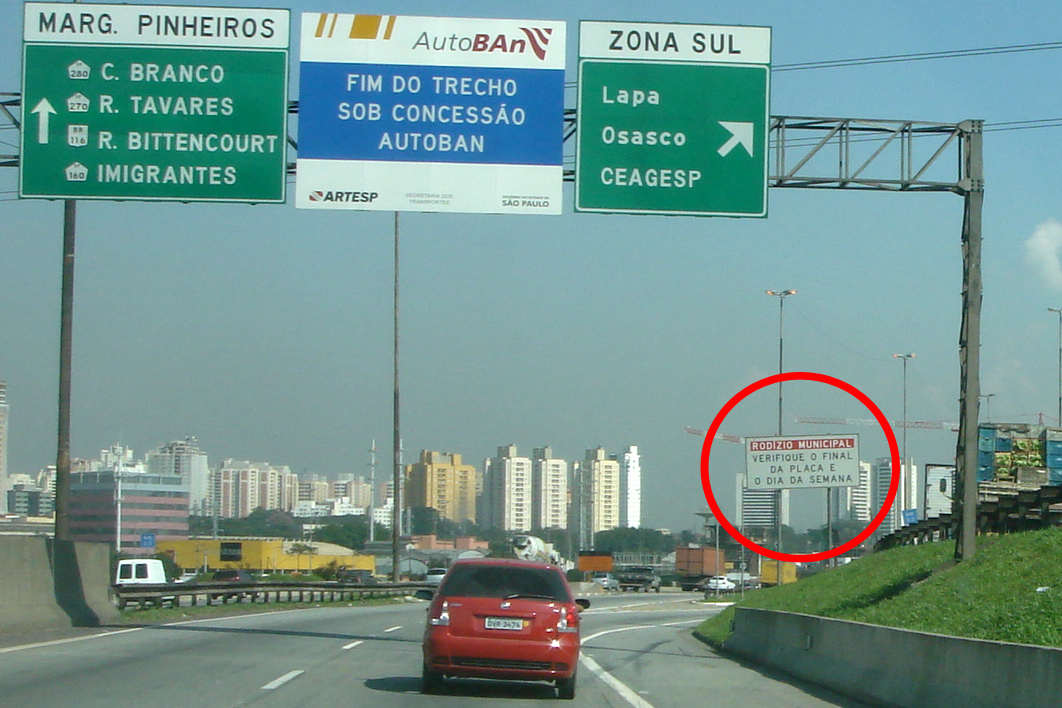
Nel cerchio rosso, un segnale stradale in Brasile raccomanda agli automobilisti di verificare la cifra finale della targa e il giorno della settimana

La circolazione a targhe alterne è diffusa in diverse città dell'America Latina: la rotazione è solitamente basata sull'ultima cifra della targa del veicolo. A Città del Messico è presente il programma Hoy no circula, adottato nel 1989. A Santiago del Cile venne adottato nel 1986 il programma restricción vehicular. Un'altra iniziativa, chiamata Pico y Placa è presente in diverse modalità in città come Bogotà, Medellín e Quito. Infine, a San Paolo è in vigore il Rodízio Municipal, istituito inizialmente come programma volontario nel 1995 e poi reso permanente nel 1996.

### Europa

#### Italia
In Italia la misura ha carattere temporaneo, non preventivo, ed è comunicata dall'autorità con almeno un giorno di anticipo rispetto all'entrata in vigore. Il provvedimento riguarda esclusivamente le strade urbane, non extraurbane, superstrade o autostrade, anche se in presenza di centri abitati limitrofi sono ecceduti i limiti di legge per alcune sostanze inquinanti.
Il Decreto del Ministero della Sanità n. 163 del 21 aprile 1999 fornisce i limiti di riferimento per le emissioni e le modalità attuative delle limitazioni del traffico. I poteri in materia delle autorità locali sono sanciti dalle Disposizioni Generali del Decreto Lgs. n. 285 del 30 aprile 1992 art. 7 e ribaditi dal Decreto Lgs. n. 267 del 18 agosto 2000, art. 7.
A cadenza quotidiana le centraline di rilevamento urbane comunicano all'autorità o rendono fruibili in Internet le misure di alcuni parametri tenuti sotto controllo, quali l'anidride carbonica e il PM 10. Se queste misure superano i limiti di legge, l'autorità per la tutela della salute pubblica può deliberare l'adozione delle targhe alterne o il blocco totale del traffico.
All'ingresso delle aree dove valgono le targhe alterne, solitamente sono posti dei blocchi di Polizia che controllano l'ultima cifra della targa e fermano le auto che tentano di entrare non rispettando il divieto di circolazione.

## Efficacia
Queste ed altre soluzioni sono state oggetto di studio per analizzarne l'efficacia. Vi sono anche studi secondo i quali i dati qualitativi dell'area non hanno dato alcun miglioramento durante i giorni di blocco selettivo o totale oppure di targhe alterne, rendendo di fatto tali pratiche completamente inutili, in virtù anche del fatto che il trasporto pubblico e privato influisce per una minima parte all'inquinamento dell'aria.
Uno studio del 2008 sul programma di circolazione a targhe alterne messicano, chiamato Hoy No Circula, ha mostrato come tale provvedimento non abbia prodotto effetti apprezzabili sui livelli di monossido di carbonio, diossido di azoto, ossidi di azoto, ozono e anidride solforosa. La ragione del mancato effetto sarebbe da ricondurre, secondo l'autore dello studio, all'aumento del numero di veicoli registrati: molte persone avrebbero infatti acquistato un veicolo supplementare con un numero di targa diverso per potere aggirare il divieto. Un altro studio, pur confermando il mancato effetto del programma sulla qualità dell'aria, sostiene invece che gli individui avrebbero semplicemente riadattato la loro routine settimanale al divieto di circolazione, senza diminuire i viaggi effettuati in automobile.

## Altri significati
Per estensione e in senso lato, la locuzione «a targhe alterne» può indicare un comportamento ondivago o incoerente nell'applicazione di una condotta o di una norma.